# Велики сан
Велики сан (енгл. The Big Sleep) је криминалистички роман из 1939. године, који је написао Рејмонд Чандлер, у коме се први пут појавио измишљени детектив Филип Марлоу. Причу карактерише комплексност, са ликовима који издају једни друге и тајнама које се постепено откривају током заплета. Наслов је еуфемизам за смрт; на последњим страницама романа Марлоу размишља о „уснивању великог сна”.
Роман је два пута екранизован — 1946. и поново 1978. године. Године 1999, роман је заузео 96. место на листи „100 најбољих књига века” новина Le Monde, а 2005. године уврштен је на листу „100 најбољих романа” часописа Time.

## Радња
Филип Марлоу, приватни детектив из Лос Анђелеса, позван је у дом богатог и остарелог генерала Стернвуда. Марлоу треба да реши проблем Артура Гајгера, који покушава да уцени генералову необуздану млађу ћерку, Кармен. Кармен је раније већ била уцењивана од стране извесног Џоа Бродија. Стернвуд помиње да је његова старија ћерка Вивијан у браку без љубави са Ирцем који се некада бавио шверцом алкохола, Растијем Риганом, који је нестао. Док Марлоу одлази, Вивијан га пита да ли је унајмљен да пронађе Ригана, али он јој ништа не открива.
Марлоу почиње да истражује Гајгерову књижару и упознаје продавачицу Агнес. Утврђује да је књижара заправо параван за илегалну порнографску библиотеку. Прати Гајгера кући, шпијунира га и види Кармен како улази у његову кућу. Касније чује врисак, затим пуцње и два аутомобила како брзо одлазе. Утрчава у кућу и затиче Гајгера мртвог, а Кармен дрогирану и голу, испред фото-апарата без фотографске плоче. Одводи је кући, али када се врати, Гајгерово тело је нестало. Следећег дана, полиција јавља Марлоуу да је аутомобил породице Стернвуд пронађен у води, а да је у њему био мртав шофер Овен Тејлор. Изгледа да је пре утапања добио ударац у главу. Полиција такође пита да ли Марлоу тражи Ригана.
Марлоу поново шпијунира Гајгерову књижару и види како се инвентар преноси у Бродијев стан. Вивијан долази у његову канцеларију и каже да је Кармен уцењена голим фотографијама од претходне ноћи. Такође помиње да повремено игра у казину који води Еди Марс и открива да је Едијева жена, Мона, побегла са Растијем. Марлоу поново посећује Гајгерову кућу и затиче Кармен како покушава да уђе. Траже фотографије, али она се претвара да се не сећа ничега од претходне ноћи. Изненада долази Еди, који тврди да је Гајгеров станодавац и да га тражи. Пита Марлоуа шта тражи ту, али он одговара хладно и каже да му није претња.
Марлоу одлази у Бродијев стан и затиче га са Агнес. Говори Бродију да зна да су преузели Гајгерову књижару и да уцењују Кармен фотографијама. Кармен упада с пиштољем и тражи фотографије, али јој Марлоу узима оружје и избацује је. Испитује Бродија даље и склапа причу: Гајгер је уцењивао Кармен; Овену Тејлору, који је био заљубљен у њу, то се није свидело и убио га је, узевши филм. Броди је пратио Овена, нокаутирао га, узео филм и можда гурнуо аутомобил у воду. Изненада неко звони, а Броди отвара врата и пада мртав. Марлоу креће у потеру и хвата Керола Лундгрена, Гајгеровог љубавника, који је мислио да је Броди убио Гајгера. Он је такође сакрио Гајгерово тело како би имао времена да склони своје ствари из његове куће пре него што полиција открије убиство.
Случај делује завршено, али Марлоуа још увек мучи Растијев нестанак. Полиција верује да је побегао са Моном, пошто је и она нестала, и сматрају да Еди не би ризиковао да убије некога ако би сам био главни осумњичени. Еди позива Марлоуа у свој казино и делује равнодушно према случају. И Вивијан је тамо, а Марлоу осећа да постоји нешто између ње и Едија. Вози је кући и она покушава да га заведе, али он је одбија. Када се врати кући, проналази Кармен у свом кревету, али и њу одбија.
Човек по имену Хари Џоунс, нови Агнесин партнер, прилази Марлоуу и нуди му да открије где се налази Мона. Договарају састанак, али Едијев човек, Лаш Канино, сумња у намере Џоунса и Агнес и убија Џоунса. Марлоу ипак успева да се нађе са Агнес и добија информацију. Одлази у Реалито, у једну радионицу са кућом иза, али га Канино и Арт Хак (власник гараже) нападају и онесвешћују. Када се пробуди, открива да је везан, а Мона је ту поред њега. Она тврди да није видела Растија месецима; скривала се како би помогла Едију и тврди да он није убио Растија. Она ослобађа Марлоуа, а он убија Канина.
Следећег дана, Марлоу посећује Стернвуда, који и даље жели да зна шта се десило са Растијем и нуди Марлоуу додатних 1.000 долара ако га пронађе. На изласку, Марлоу враћа Кармен њен пиштољ, а она га моли да је научи да пуца. Одлазе на напуштено поље, где она покушава да га убије, али он је пиштољ раније напунио ћорцима. Марлоу се само насмеје; од шока, Кармен добија епилептични напад. Он је враћа кући и каже Вивијан да је све схватио: Кармен је покушала да заведе Растија, он ју је одбио, па га је убила. Еди, који је подржавао Гајгера, помогао је Вивијан да прикрије злочин тако што су склонили тело, измислили причу о томе да је Мона побегла са Растијем, и потом је сам почео да уцењује Вивијан. Она каже да је то урадила да би заштитила оца од срамоте и обећава да ће Кармен сместити у менталну установу.
Случај је коначно решен. Марлоу одлази у локални бар и наручује неколико дуплих вискија. Док пије, размишља о Мони Марс, али је више никада није видео.

## Пријем
Роман је наишао на позитивне рецензије критичара. Дана 5. новембра 2019, BBC News га је уврстио на своју листу 100 најутицајнијих романа. Новине The Guardian су га 2014. сместиле на 62. место своје листе 100 најбољих романа. Сајт за рецензије књига The Pequod оценио је роман са 9,5 од 10, наводећи: „Ово је једна од најбољих књига Рејмонда Чандлера... Право задовољство не лежи у причи, већ у Чандлеровој атмосферичној поставци”. И The New York Times је похвалио књигу: „Као студија о изопачености, прича је одлична, а Марлоу се истиче као готово једина суштински пристојна особа у њој”.